# Grąziowa (Ukraina)
Grąziowa (ukr. Грозьово) – wieś w rejonie samborskim (wcześniej w rejonie starosamborskim) obwodu lwowskiego Ukrainy. Miejscowość liczy około 690 mieszkańców. Leży nad rzeką Mszanka. Jest siedzibą silskiej rady. Pierwsza wzmianka o wsi pochodzi z 1492.
W 1921 r. liczyła około 1021 mieszkańców. Znajdowała się w gminie Łomna powiecie starosamborskim.

## Ważniejsze obiekty
- Cerkiew greckokatolicka